# Jarosławiec, West Pomeranian Voivodeship
Jarosławiec [jarɔˈswavjɛt͡s] (trước đây là Jershöft của Đức) là một ngôi làng thuộc quận hành chính của Gmina Postomino, thuộc hạt Sławno, West Pomeranian Voivodeship, ở phía tây bắc Ba Lan. Nó nằm khoảng 13 kilômét (8 mi) phía tây bắc Postomino, 22 km (14 mi) phía tây bắc Sławno và 180 km (112 mi) về phía đông bắc của thủ đô khu vực Szczecin.
Trước năm 1945, khu vực này là một phần của Đức. Đối với lịch sử của khu vực, xem Lịch sử của Pomerania.
Ngôi làng có dân số 329 .

## Toàn cảnh Morska
Health resort & Medical SPA "Panorama Morska" ở Jarosławiec là một tòa nhà có diện tích 10 ha, khu phức hợp có hơn 400 phòng hiện đại có phòng tắm riêng. Nó nằm ở Jarosławiec, cách bãi biển đẹp nhất của Bờ biển Ba Lan 350 m. Điểm thu hút lớn nhất là một công viên nước lớn mở cửa quanh năm - khu phức hợp bể bơi bên ngoài với nước nóng và ghế tắm nắng.